# 地球坐标系统
- 關於在地理学中使用的，以三维球面定义的坐标系统，請見「地理坐标系统」。

定义在地心上的地心地固坐标系

地球坐标参考系统，简称地球坐标系统（英語：Terrestrial Coordinate System）、地球参考系统（英語：Terrestrial Reference System, TRS）或地球坐标系，是描述物体在地球及近地空间的位置的坐标参考系统。地球坐标系在大地测量学中也常被称作大地坐标系（英語：Geodetic Coordinate System）。由于地球坐标系描述的是地球及近地物体的相对位置，它与地球体应当是相对固定的，且应与地球体以相同的速率和方向一同自转，因此又称地固坐标系（英語：Earth-Fixed Coordinate System）。地球参考框架（英語：Terrestrial Reference Frame, TRF）是地球坐标系统的具体实现。
地球参考系统与天球参考系统常用于大地测量学和地球动力学等研究中，两个参考系统可以通过地球定向参数进行转换。根据国际天文联合会、国际大地测量协会以及国际大地测量学与地球物理学联合会等机构的决议，国际地球自转服务负责实现国际上常用的国际地球参考系统（ITRS）、国际天球参考系统（ICRS），并给出它们之间的转换参数。

## 坐标原点
地球坐标系可根据坐标原点所选取的位置，分为参心坐标系和地心坐标系两种类型。参心坐标系的建立以同某一地区的大地水准面最佳拟合的参考椭球体为基础，其原点位于参考椭球体的中心。地心坐标系的建立以同全球范围内的大地体最为密合的总地球椭球为基础，其原点位于包含大气、海洋在内的整个地球的质量中心。以地心为原点建立的地固坐标系又被称为地心地固坐标系（ECEF）。

### 参心
参心地球坐标系又称局部地球坐标系，指以参考椭球体的中心为坐标原点建立的地球坐标系，建立参心地球坐标系的目的是使该坐标系使用的参考椭球体与该地区的大地水准面最为密合。在地图学上，合适的参心坐标系可以使得某一地区的地图投影变形最小。

### 地心
地心地球坐标系在地球动力学中又常称地心地固坐标系，是以地球质心为坐标原点建立的地球坐标系。随着GPS等全球卫星导航系统的发展，地球坐标系的建立越发依赖于全球范围的的空间测量技术。因此，WGS84、CGCS2000及国际地球参考系统等地心坐标系统，逐渐取代了各国原有的参心坐标系统。

## 坐标形式
地球坐标系既可以以笛卡尔坐标的形式表达，也可以采用大地坐标（或地理坐标）的形式表达。以笛卡尔坐标坐标表达的地球坐标系被称为空间直角坐标系，其X轴通常指向某一起始子午面，Z轴与地球自转轴平行或重合，Y轴则与X轴和Z轴向垂直。以大地坐标表达的地球坐标系被称为空间大地坐标系，也可简称为大地坐标系。空间大地坐标系使用大地纬度、大地经度和大地高来描述物体的空间位置。

### 空间坐标与大地坐标的转换
在同一地球坐标系中，直角坐标系和大地坐标系可以相互转换。若该直角坐标系是以上述基准建立的，且为右手坐标系，则某一点的空间坐标 {\displaystyle (X,Y,Z)} 与由大地纬度 {\displaystyle B}、大地经度 {\displaystyle L} 和大地高 {\displaystyle H} 存在如下转换关系：
{\displaystyle {\begin{pmatrix}X\\Y\\Z\end{pmatrix}}={\begin{pmatrix}(N+H)\cos {B}\cos {L}\\(N+H)\cos {B}\sin {L}\\\left[N(1-e^{2})+H\right]\sin {B}\end{pmatrix}}}
其中，{\displaystyle N}为该点在椭球上的投影处的卯酉圈曲率半径，可由椭球的半长轴 {\displaystyle a}、 偏心率 {\displaystyle e} 和该点的大地纬度 {\displaystyle B} 求得：
{\displaystyle N={\frac {a}{\sqrt {1-e^{2}{\sin }^{2}{B}}}}}

## 与天球坐标系的关系
地球坐标系和天球坐标系又分别被称为地固坐标系和惯性坐标系，两者分别相对静止于地球体和宇宙天球上的某固定天体。两者的转换被大量应用于卫星轨道的计算中。受到岁差、章动和日长变化等因素的影响，天球坐标系与地球坐标系存在相对运动，两者的转换模型被称为地球定向模型。虽然在三维空间中，任意坐标系之间的转换最少只需通过三次旋转就能实现。但在地球定向模型中，往往会选用多个过渡坐标系，分步地实现地球坐标系与天球坐标系的转换。
 这些坐标系之间的转换关系能够通过直接测量的方式或是模型计算的方式得到。在求得各个过渡坐标系之间的转换矩阵后，可以通过乘法将其复合，从而完成坐标转换。

### 基于春分点的转换模型
经典的地球定向模型通过春分点的转换实现，并具有如下形式：
{\displaystyle \mathrm {\mathbf {r} _{CRF}} =\left[\mathbf {P} (t_{i},t_{0})\right]\left[\mathbf {N} (t_{i})\right]\left[\mathbf {S_{EQX}} (t_{i})\right]\left[\mathbf {W_{EQX}} (t_{i})\right]\mathrm {\mathbf {r} _{TRF}} }
其中，各坐标转换矩阵的含义如下：
- {\displaystyle \left[\mathbf {P} (t_{i},t_{0})\right]} 是由 {\displaystyle t_{0}} 时刻过渡到 {\displaystyle t_{i}} 时刻的岁差矩阵，表示在观测瞬间的平天球坐标系与协议天球坐标系的转换关系；
- {\displaystyle \left[\mathbf {N} (t_{i})\right]} 是 {\displaystyle t_{i}} 时刻的章动矩阵，表示在观测瞬间的真天球坐标系与平天球坐标系的转换关系；
- {\displaystyle \left[\mathbf {S_{EQX}} (t_{i})\right]} 是 {\displaystyle t_{i}} 时刻的地球自转矩阵，表示在观测瞬间的真地球坐标系与真天球坐标系的转换关系；
- {\displaystyle \left[\mathbf {W_{EQX}} (t_{i})\right]} 是 {\displaystyle t_{i}} 时刻的极移矩阵，表示协议地球坐标系与在观测瞬间的真地球坐标系的转换关系。

由于天球坐标系在实现为参考框架时，当前的参考框架与定义时刻的协议参考框架存在偏移。因此在国际天球参考框架（ICRF）和国际地球参考框架（ITRF）的转换过程中，还需加入框架偏移矩阵{\displaystyle \left[\mathbf {B} \right]}，用于表示当前的参考框架与在{\displaystyle t_{0}}时刻定义的协议参考框架之间的偏移量。此时公式变为：
{\displaystyle \mathrm {\mathbf {r} _{ICRF}} =\left[\mathbf {B} \right]\left[\mathbf {P} (t_{i},t_{0})\right]\left[\mathbf {N} (t_{i})\right]\left[\mathbf {S_{EQX}} (t_{i})\right]\left[\mathbf {W_{EQX}} (t_{i})\right]\mathrm {\mathbf {r} _{ITRF}} }

### 基于无旋转原点的转换模型
国际地球自转服务自2004年发布的IERS2003规范起，开始使用基于无旋转原点（英語：Non-Rotation Origin (NRO)）实现的地球定向模型，其公式表达为：
{\displaystyle \mathrm {\mathbf {r} _{CRF}} =\left[\mathbf {Q} (t)\right]\left[\mathbf {R} (t)\right]\left[\mathbf {W} (t)\right]\mathrm {\mathbf {r} _{TRF}} }
其中，各坐标转换矩阵的含义如下：
- {\displaystyle \left[\mathbf {Q} (t)\right]}是因天极在天球坐标系中的运动而产生的旋转矩阵；
- {\displaystyle \left[\mathbf {R} (t)\right]}是因地球绕天极旋转而产生的地球旋转矩阵；
- {\displaystyle \left[\mathbf {W} (t)\right]}是因极移而产生的极移矩阵。

## 实例
常用的地球坐标系统包括由国际地球自转与参考系维持服务（IERS）定义的国际地球参考系统（ITRS），以及由美国建立并使用在GPS中的世界大地坐标系统（WGS-84）等。